# Wherever You Are
Wherever You Are es el sexto álbum de estudio y el nóveno de la banda de rock cristiano, Third Day. Fue lanzado al mercado el 1 de noviembre de 2005 bajo el sello discográfico Essential Records. 
El álbum debutó en el Billboard 200 en el puesto #8, comparándose con All That I Am de Santana y Greatest Hits de blink-182.

## Lista de canciones
| N.º   | Título                                   | Letras                 | Música                     | Duración |  |
| 1.    | «Tunnel»                                 | Mac Powell             | Third Day                  | 4:18     |  |
| 2.    | «Eagles»                                 | Brad Avery             | Third Day                  | 3:37     |  |
| 3.    | «Cry Out To Jesus»                       | Powell                 | Third Day                  | 4:42     |  |
| 4.    | «I Can Feel It»                          | Mark Lee               | Third Day                  | 3:39     |  |
| 5.    | «Keep On Shinin'»                        | Lee                    | Third Day                  | 3:05     |  |
| 6.    | «Communion»                              | Powell                 | Third Day                  | 4:14     |  |
| 7.    | «Carry My Cross»                         | Powell                 | Third Day                  | 5:16     |  |
| 8.    | «How Do You Know»                        | Powell                 | Third Day                  | 4:08     |  |
| 9.    | «Mountain Of God» (con Ashley Cleveland) | Powell/Brown Bannister | Mac Powell/Brown Bannister | 3:54     |  |
| 10.   | «Love Heals Your Heart»                  | Avery                  | Third Day                  | 4:19     |  |
| 11.   | «The Sun Is Shining»                     | Powell                 | Third Day                  | 4:12     |  |
| 12.   | «Rise Up»                                | Avery                  | Third Day                  | 6:04     |  |
| 13.   | «Without You» (sólo Itunes)              |                        |                            |          |  |
| 51:36 |                                          |                        |                            |          |  |

## Sencillos
- Cry Out To Jesus (#1 Billboard Hot Christian Songs)
- Mountain of God (#1 Billboard Hot Christian Songs)
- Tunnel (#7 Billboard Hot Christian Songs)[2]

## Premios
En 2006, fue nominado a un Premio Grammy en la categoría de mejor álbum gospel pop/contemporáneo.
Ese año también fue nominado a un Premio Dove en al categoría de álbum rock/contemporáneo del año en la trigésimo séptima edición de los Premios Dove.